# 克雷森西奥·古铁雷斯
克雷森西奥·古铁雷斯（西班牙語：Crescencio Gutiérrez，1933年10月26日—2025年7月21日），墨西哥男子足球运动员，司职前锋。他曾代表墨西哥国家队参加1958年国际足联世界杯，结果队伍止步小组赛阶段。